# Куликово (остановочный пункт)
Платформа 168 км — остановочный пункт на 167,5 км перегона Кузнечное — Хийтола линии Кушелевка — Сортавала.

## История
Остановочный пункт был организован в 1932 году для жителей Киркко-Хийтола (старое название Куликово) — деревни, располагавшейся в этом месте. Однако платформе было дано название по деревне Ваавоя (фин. Vaavoja), находившейся 2,5 км южнее. Первоначально платформа не была оборудована пассажирским зданием. В 1934 году в качестве зала ожидания стали использовать небольшую сторожку, появившуюся здесь при постройке железнодорожной линии в 1916—1917 годах. С 1936 года платформу начал обслуживать персонал, подчиняющийся начальнику станции Хийтола. В обязанности сотрудников входила продажа билетов и подача сигнала к отправлению поезда после окончания посадки пассажиров.
В 1966 году Киркко-Хийтола была переименована в Куликово, а бывшая платформе Ваавоя получила покилометровое обозначение «пл. 168 км». Рядом с переездом в окрестностях платформы сохранился дом довоенной финской постройки.
В течение долгого времени остановочный пункт не был оборудован никакими удобствами для пассажиров. В 2018 году была построена низкая пассажирская платформа, а также был установлен небольшой типовой навес с информационным стендом для защиты от дождя. Энтузиасты обнаружили, стенд был изготовлен из старых табличек с пассажирских платформ Озерки и Пискарёвка и сохраняет следы от букв, из которых складывались старые названия.

### В настоящее время
Остановочный пункт расположен в северо-западной оконечности посёлка Куликово. На остановочном пункте выложена новая посадочная платформа, установлен современный пассажирский павильон, а также новая информационная табличка с названием остановочного пункта. Билетная касса отсутствует. Билеты приобретаются у кондуктора. Останавливаются только поезда местного значения сообщением Кузнечное — Сортавала — Кузнечное. На платформе также имел остановку пассажирский поезд № 655/656 вплоть до его отмены (октябрь 1997 год) и до 2012 года поезд № 349/350 сообщением Санкт-Петербург — Костомукша.

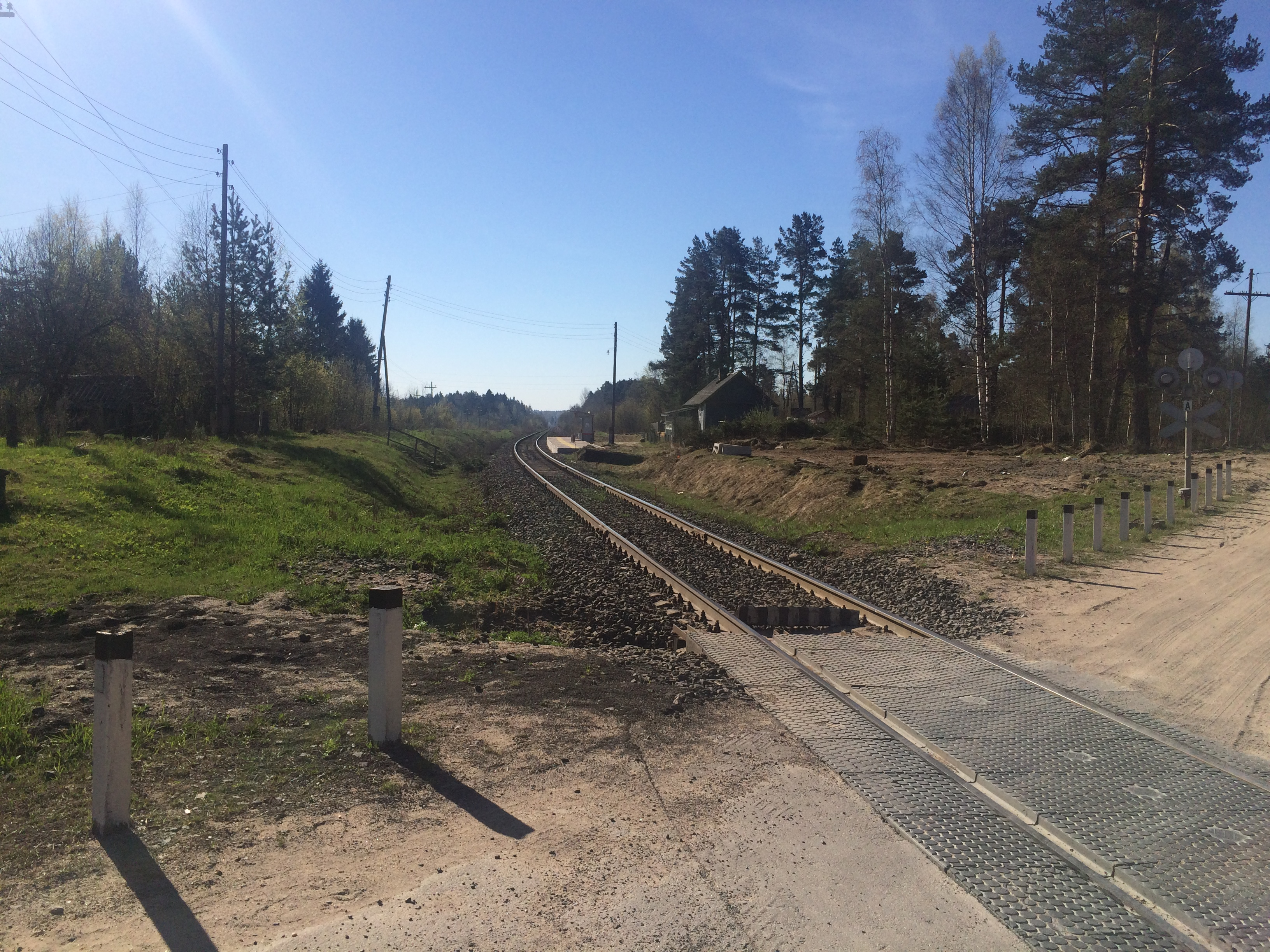
Вид в сторону ст. Кузнечное.
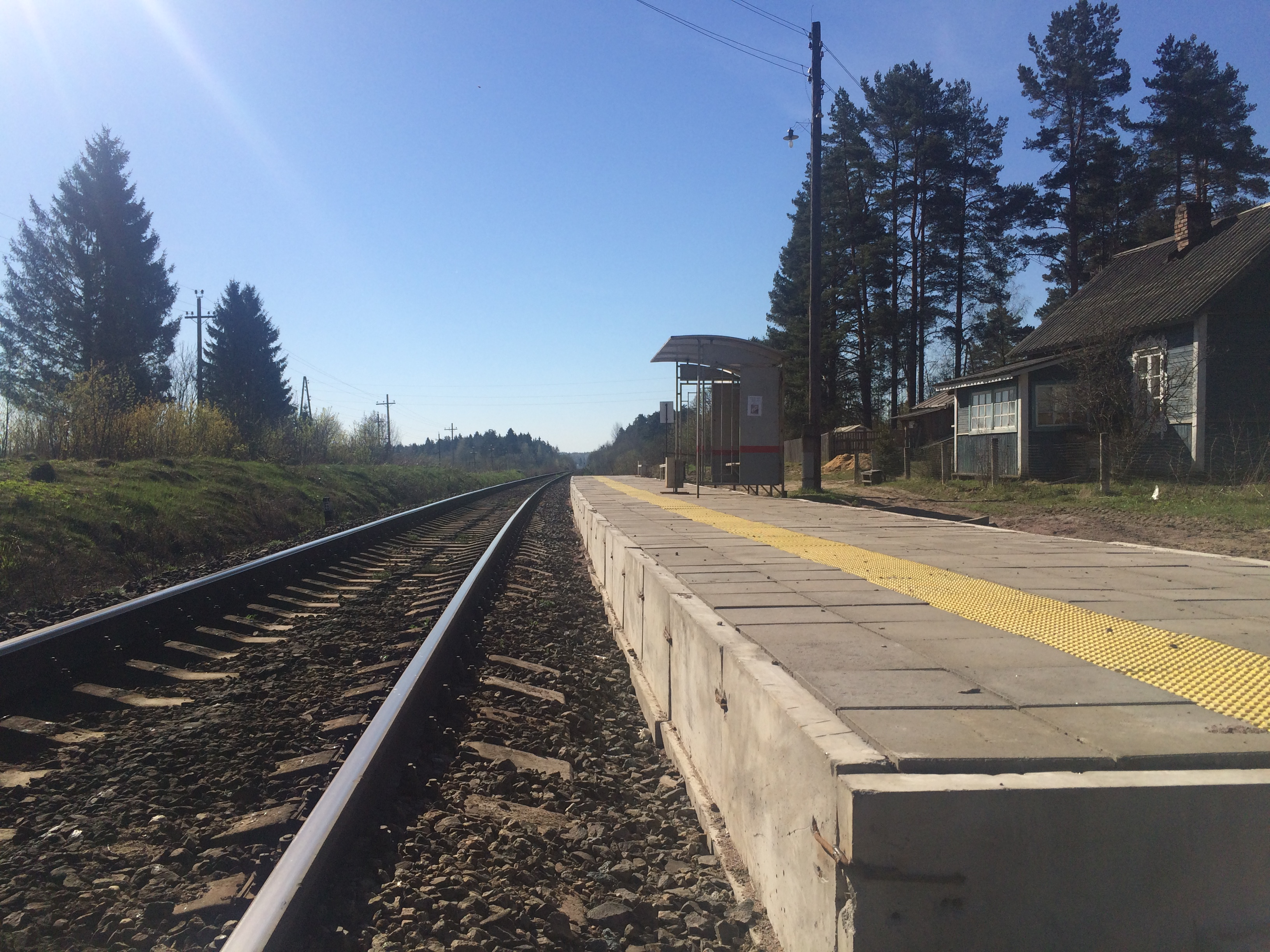
Вид в сторону ст. Кузнечное.
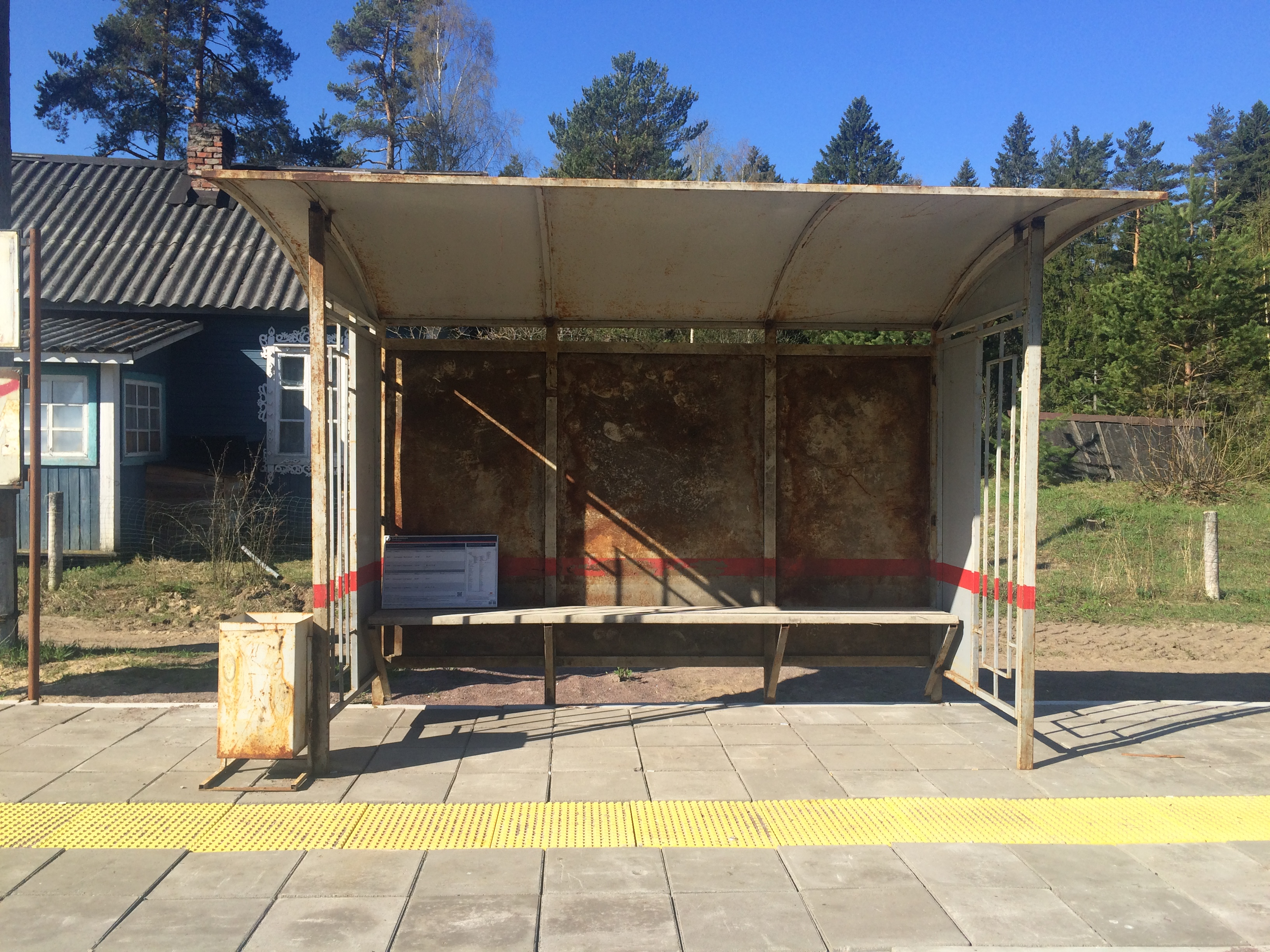
Пассажирский павильон.
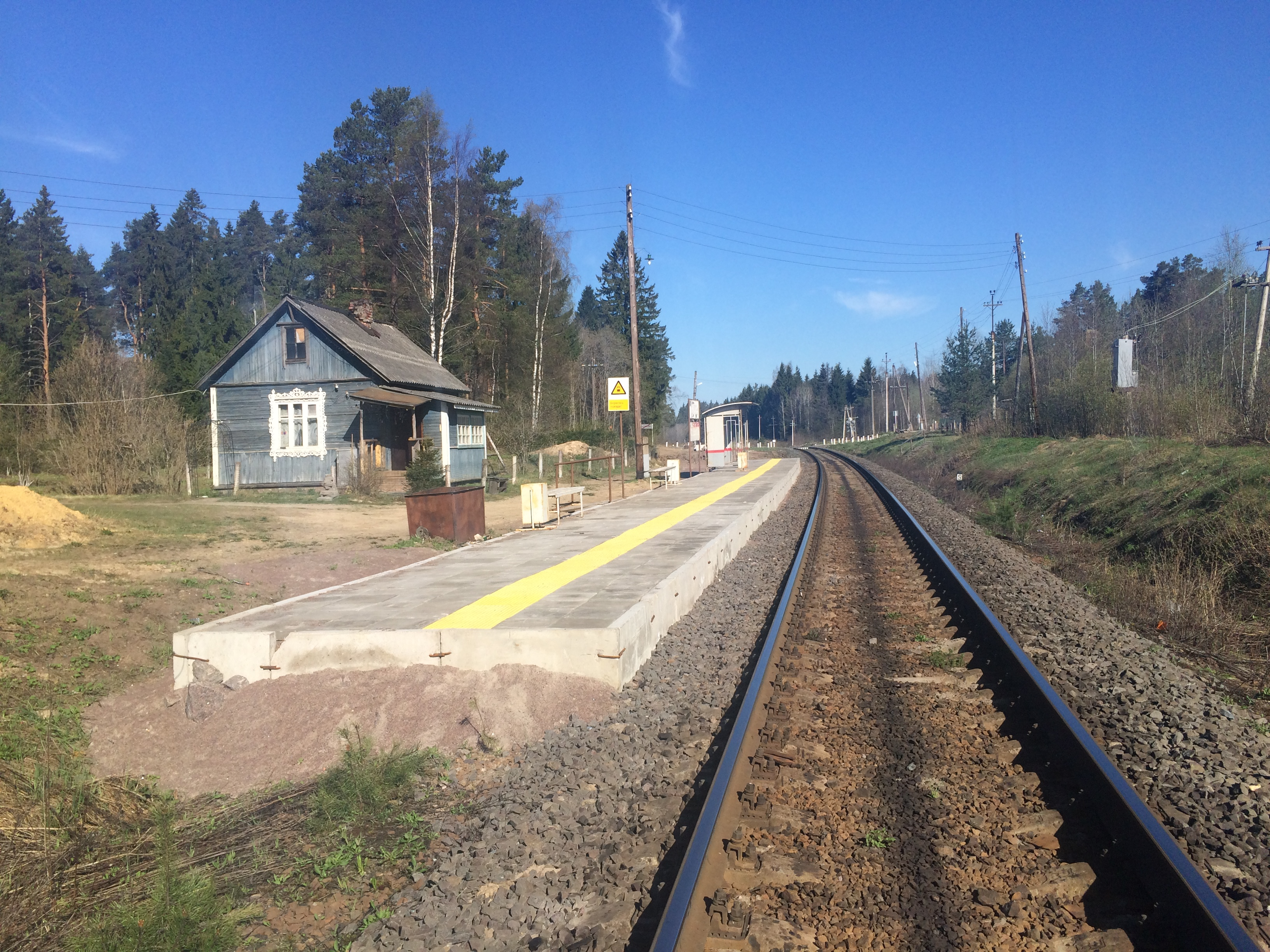
Вид в сторону ст. Хийтола.